# Marie Fontaine

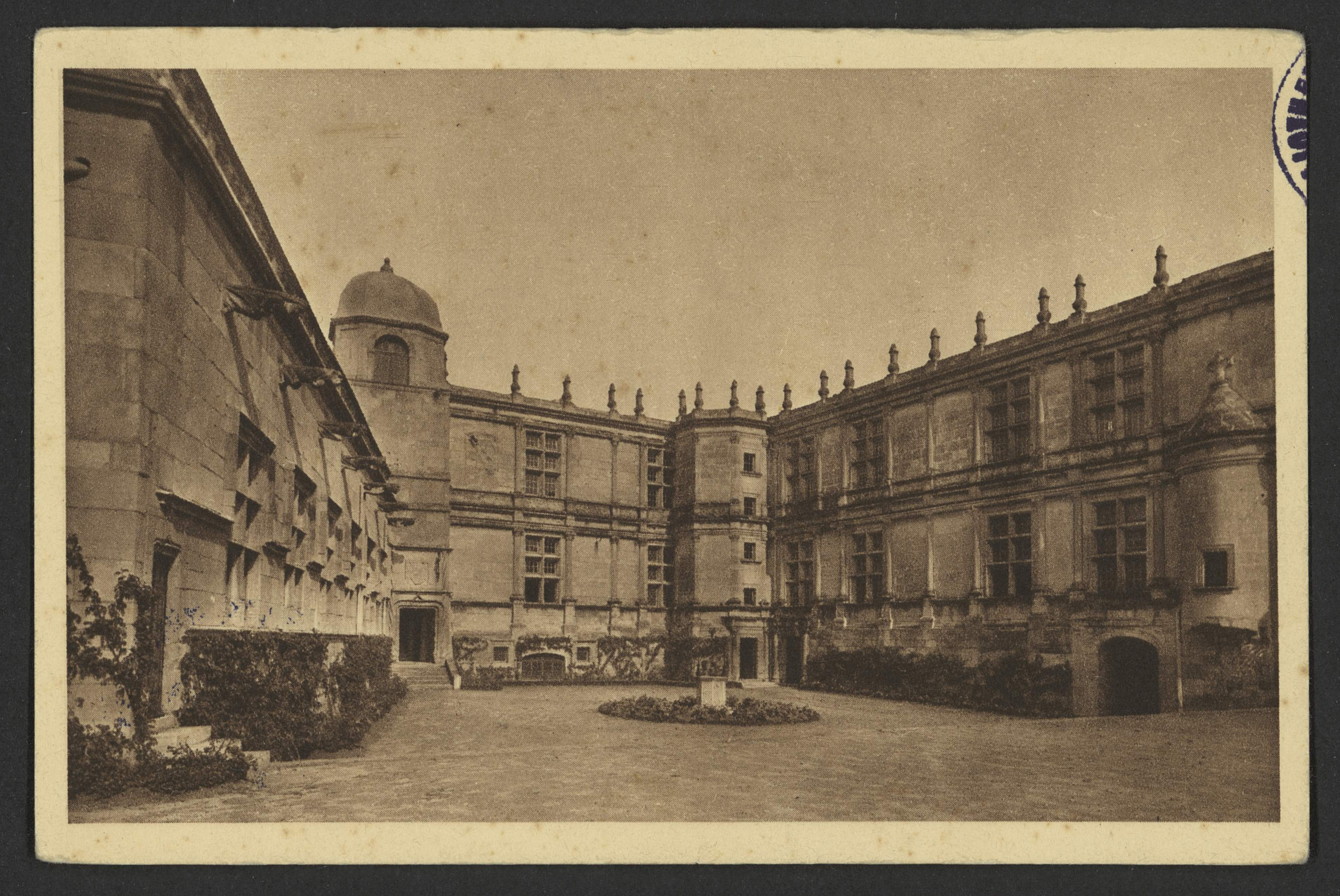
État des travaux dans la cour d'honneur en 1915.

Marie Fontaine, née Marie Baroux le 18 février 1853 à Saint-Omer (Pas-de-Calais) et morte le 7 avril 1937 à Paris, est une riche héritière de la bourgeoisie industrielle de la fin du XIXe siècle qui se fit connaître par la reconstruction à ses frais de l'intégralité du Château de Grignan, célèbre par Madame de Sévigné venue, lors de trois longs séjours, voir sa fille avec qui elle a entretenu une longue correspondance depuis Paris.

## Biographie
Marie est la fille de Jules Baroux, notaire à Saint-Omer (Pas-de-Calais) et de Malvina Blanvillain.
Après avoir vécu quinze ans avec son premier mari, l'avocat Charles Louis Delmas, elle épouse, à l’âge de 39 ans, Jules Fontaine, un commissaire de marine en retraite. Celui-ci lui lègue à sa mort, neuf ans plus tard, une fortune qu'il détient  lui-même, d'un cousin, mort deux ans auparavant, agent de change à Paris.
Elle réside alors à Paris, ou en villégiature en Normandie, en élevant les enfants de son frère Georges.
Marie Fontaine réaménage près de Dieppe, le « Château Blanc »  d’Arques-la-Bataille.
Attirée par l’Italie et la Provence, elle souhaite s'installer également dans le sud de la France et par ce qui l'attire en priorité, « l’ancienneté historique ».

### Actions au château de Grignan
Les ruines du château de Grignan détruit à la Révolution, classées en 1840 puis déclassées en 1888, et délaissées, sont alors disponibles pour 57 000 francs et la signature d’achat a lieu le 18 décembre 1912.
Elle se rapproche alors de Joseph Meffre, prélat du pape et architecte diocésain de l'Isle-sur-la-Sorgue, pour qu'il lui prodigue les meilleurs  conseils historiques pour en respecter l'authenticité.
Deux charretiers et un muletier du village, Gaston Arnaud, Régis Hugues et Léon Corréard, se mettent  au travail à peine deux jours plus tard.
La mode au goût médiéval néo-gothique est en vogue depuis la fin du XIXe siècle et Marie Fontaine fait  restaurer l’édifice et réaménager les salles, en mêlant meubles anciens et copies commandées à des ateliers spécialisés. Les travaux s’achèveront en 1920, entre restauration architecturale au plus près des données historiques disponibles (écrits, gravures) et réinterprétations historicistes pour ses appartements suivant les goûts de la haute bourgeoisie de la Belle Époque.
Un portrait de Marie Fontaine existe au château, la représentant assise dans un fauteuil à haut dossier, portant une robe bleue grisée, un  manteau avec col de fourrure, le pied dépassant posé sur un coussin dans une pose très aristocratique du XIXe siècle.
Marie Fontaine meurt à Paris le 7 avril 1937, à l’âge de 84 ans. Sans héritiers directs, le château revient à ses neveux qui ne  lui portent pas intérêt. Peu habité, le château est délaissé, donc pas entretenu. Le Département de la Drôme le rachète en 1979.
Le 24 février 1987, le château, le parc et les terrasses, par les travaux de restauration prodigués par Marie Fontaine, sont inscrits au titre des monuments historiques. Ses appartements  reconstitués, sur la base d'une grande documentation en photographies d'époque en noir et blanc, font partie de la visite.

## Notoriété
Une rose lui est dédiée par l’Association « Pierre & Roses anciennes » qui la nomme « Pour l’amour d’un château » lui rendant hommage officiellement le 17 mai 2014. Des rosiers sont visibles sur la calade Marie Fontaine et  sur la placette de la Maison de Pays,.